# Bearcat
| Recensione | Giudizio |
| ---------- | -------- |
| AllMusic   | [ 1 ]    |

Bearcat è un album discografico a nome della Clifford Jordan Quartet, pubblicato dall'etichetta discografica Jazzland Records nel luglio del 1962.

## Tracce
Lato A
1. Bearcat – 4:56 (Clifford Jordan)
2. Dear Old Chicago – 5:26 (Clifford Jordan)
3. How Deep Is the Ocean? – 5:01 (Irving Berlin)
4. This Middle of the Block – 5:03 (Clifford Jordan)

Lato B
1. You Better Leave It Alone – 5:57 (Clifford Jordan)
2. Malice Towards None – 5:58 (Tom McIntosh)
3. Out-House – 5:29 (Clifford Jordan)

## Musicisti
- Clifford Jordan - sassofono tenore
- Cedar Walton - pianoforte
- Teddy Smith - contrabbasso
- J.C. Moses - batteria

Note aggiuntive
- Orrin Keepnews - produttore
- Registrazioni (e masterizzazione) effettuate al Plaza Sound Studios di New York il 28 dicembre 1961 e 10 gennaio 1962
- Ray Fowler - ingegnere delle registrazioni
- Ken Deardoff - album design
- Steve Schapiro - fotografie di retrocopertina LP originale[3]